# Takumi Tsukui
Takumi Tsukui (japanisch 津久井 匠海 Tsukui Takumi; * 30. April 2002 in der Präfektur Gunma) ist ein japanischer Fußballspieler.

## Karriere
Takumi Tsukui erlernte das Fußballspielen in der Mannschaften der Konan Minami Soccer Boys Group, Kumagaya SSC sowie in der Jugendmannschaft des Erstligisten Yokohama F. Marinos. Hier unterschrieb er am 1. Juli 2020 auch seinen ersten Profivertrag. Der Verein aus Yokohama spielte in der ersten japanischen Liga. Am 1. Februar 2021 wechselte er für zwei Spielzeiten auf Leihbasis zu ReinMeer Aomori FC. Mit dem Verein aus Aomori spielte er 36-mal in der vierten Liga, der Japan Football League. Zu Beginn der Saison 2023 lieh ihn der Drittligist Azul Claro Numazu aus. Sein Drittligadebüt gab für den Verein aus Numazu gab Takumi Tsukui am 5. März 2023 (1. Spieltag) im Auswärtsspiel gegen Kamatamare Sanuki. Bei der 1:0-Niederlage stand er in der Startelf und wurde in der 86. Minute gegen Aoi Ando ausgewechselt. Nach 29 Ligaspielen wurde Tsukui im Februar 2024 fest von Azul Claro unter Vertrag genommen. Nach einer Spielzeit wechselte er im Januar 2025 nach Mito zum Zweitligisten Mito Hollyhock.